# Hansenium hanseni
Hansenium hanseni is een pissebed uit de familie Stenetriidae. De wetenschappelijke naam van de soort is voor het eerst geldig gepubliceerd in 1906 door Giuseppe Nobili. De soort werd ontdekt op de Fakahina-atol in  de Tuamotoarchipel.